# فابیو کونترائو
فابیو الکساندر دا سیلوا کوئنترائو (پرتغالی: Fábio Alexandre da Silva Coentrão؛ زادهٔ ۱۱ مارس ۱۹۸۸) بازیکن سابق فوتبال اهل پرتغال است که سابقه حضور در تیم‌های ریوه آوه، ناسیونال، ساراگوسا و بنفیکا و رئال مادرید را دارد.
او به‌طور کلی در دفاع چپ بازی می‌کرد. همچنین می‌توانست به عنوان بازیکن گوش و گاهی هم به عنوان هافبک میانی بازی کند.
کوئنترائو پس از درخشش در رقابت‌های جام جهانی ۲۰۱۰ آفریقای جنوبی نظر بسیاری از تیم‌های مطرح اروپایی از جمله بایرن مونیخ و اینتر میلان و چلسی را به خود جلب کرد و با قراردادی ۲۶٫۹ میلیون پوندی به رئال مادرید پیوست و دومین دفاع گرانقیمت جهان لقب گرفت.
او در جام ملت‌های اروپا ۲۰۱۲ در تیم منتخب یوفا حضور داشت و بهترین مدافع چپ اروپا شد.

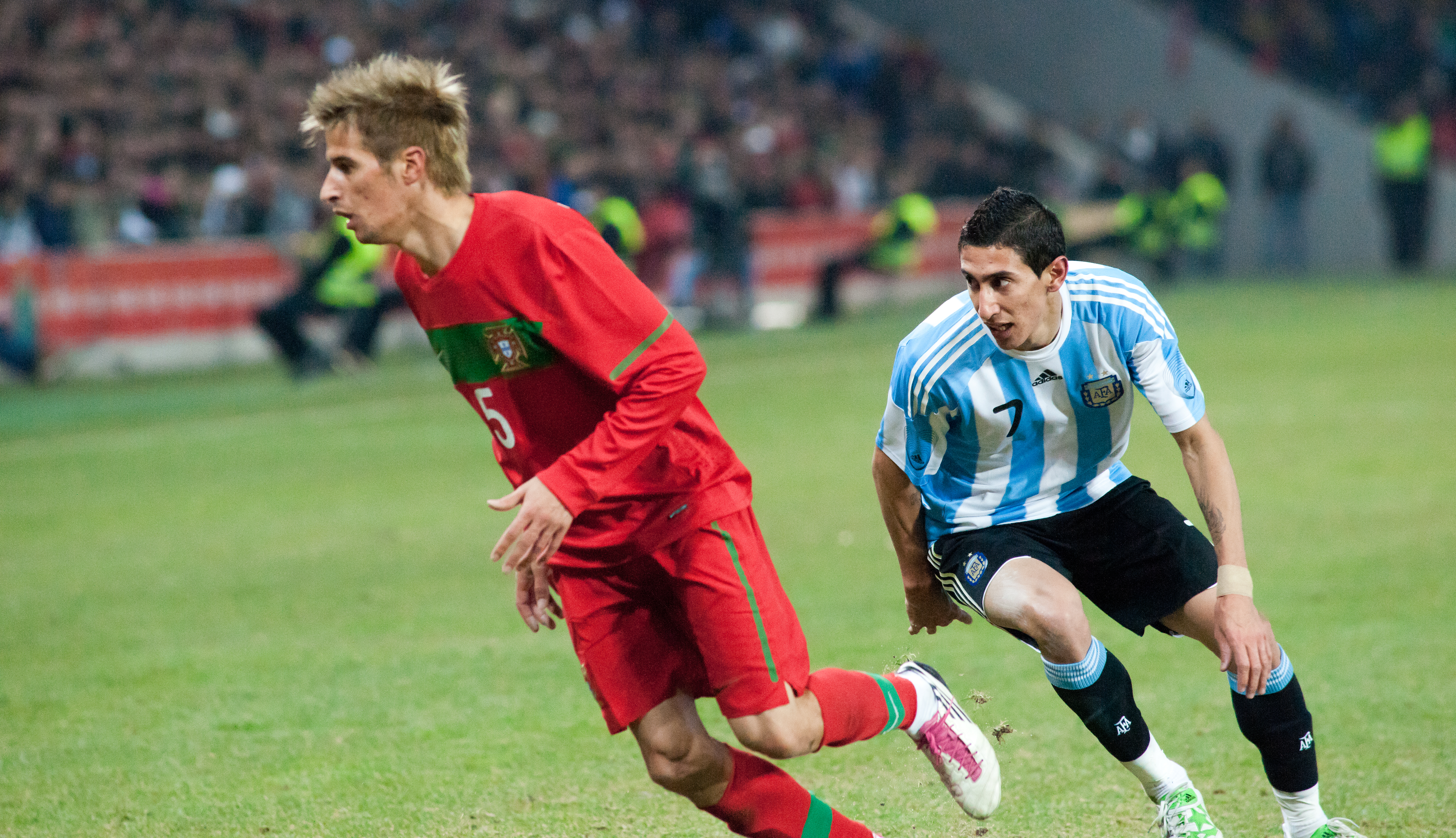
آنخل دی ماریا و فابیو در بازی بین تیم‌های ملی پرتغال و آرژانتین

## تیم ملی
- درست از تاریخ ۷ ژوئن ۲۰۱۳

| تیم ملی فوتبال پرتغال | تیم ملی فوتبال پرتغال | تیم ملی فوتبال پرتغال |
| سال                   | بازی                  | گل                    |
| --------------------- | --------------------- | --------------------- |
| ۲۰۰۹                  | ۱                     | ۰                     |
| ۲۰۱۰                  | ۱۰                    | ۲                     |
| ۲۰۱۱                  | ۸                     | ۱                     |
| ۲۰۱۲                  | ۱۲                    | ۰                     |
| ۲۰۱۳                  | ۷                     | ۱                     |
| مجموع                 | ۳۶                    | ۴                     |